# Colin McKay
Pour les articles homonymes, voir McKay.
Colin McKay, né en 1975, est un skateboarder professionnel canadien.
McKay commença la pratique du skate en 1986 et développa ses talents pour la discipline dans le skatepark « Kevin Harris' Richmond Skate Ranch ». McKay a été sponsorisé par Powell Peralta et fit ses débuts vidéographiques dans « Public Domain », la vidéo 4 de la Bones Brigade. Il progressa rapidement en tant que skateur de rampe amateur et fit, en 1990 une apparition mémorable dans le vidéo « Propaganda » de Powell. Son style de tricks au coping techniques ont aidé à faire progresser le skateboard de rampe, et McKay resta un des meilleurs skateur amateur dans le monde de la compétition jusqu'à ce qu'il devienne professionnel, en 1993.
Vers la fin de 1991, McKay quitta Powell Peralta pour rejoindre Plan B Skateboards, une nouvelle compagnie fondée par Danny Way, Mike Ternasky et Steve Rocco. L'adhésion de McKay à Plan B l'aida à maintenir sa carrière dans les périodes troubles du début des années 1990. En effet, en 1992, la vidéo « Questionable » reprenait des séquences de tous les skateurs ridant pour la compagnie, dont McKay, ce qui augmenta sa popularité. Plan B répéta la même formule pour sa vidéo suivante, « Virtual Reality », en 1993. La compagnie perdit sa dominance dans les années suivantes, mais grâce aux X Games d'ESPN, les skateurs de rampe comme McKay eurent à garder la tête haute et leur carrière en vie, alors même que le skateboard regagnait en popularité. Lorsque Plan B cessa d'exister, McKay passa à Girl Skateboards, puis à Seek Skateboards.
En 2005, McKay et Danny Way ressuscitèrent Plan B. Colin McKay reste une figure majeure du skateboard en rampe actuel et est un rideur original. Il est copropriétaire de la compagnie de chaussures de skateboard DC Shoes et possède des parties de RDS (Red Dragon Skateboards), RDS Skate Supply, RDS Skatepark et Centre Distribution.
Il est aujourd'hui sponsorisé par Plan B Skateboards, DC Shoes, Independent Trucks, NIXON, RDS, Skate Supply.

## Apparitions vidéographiques
- Skateboard Party, 2005 (Red Dragons)
- Show Me The Way, 2004 (Transworld)
- The DC Video, 2003 (DC Shoes)
- RDS/FSU/2002, 2002 (Red Dragons)
- The Reason, 1999 (Transworld)
- The Revolution, 1998 (Plan B)
- Second Hand Smoke, 1995 (Plan B)
- Virtual Reality, 1993 (Plan B)
- Questionable, 1992 (Plan B)
- Celebraty Tropical Fish, 1991 (Powell Peralta)
- Eight, 1991 (Powell Peralta)
- Propaganda, 1990 by (Powell Peralta)
- Ban This!, 1989 (Powell Peralta)
- Public Domain, 1988 (Powell Peralta)